# Isis (Rennwagen)

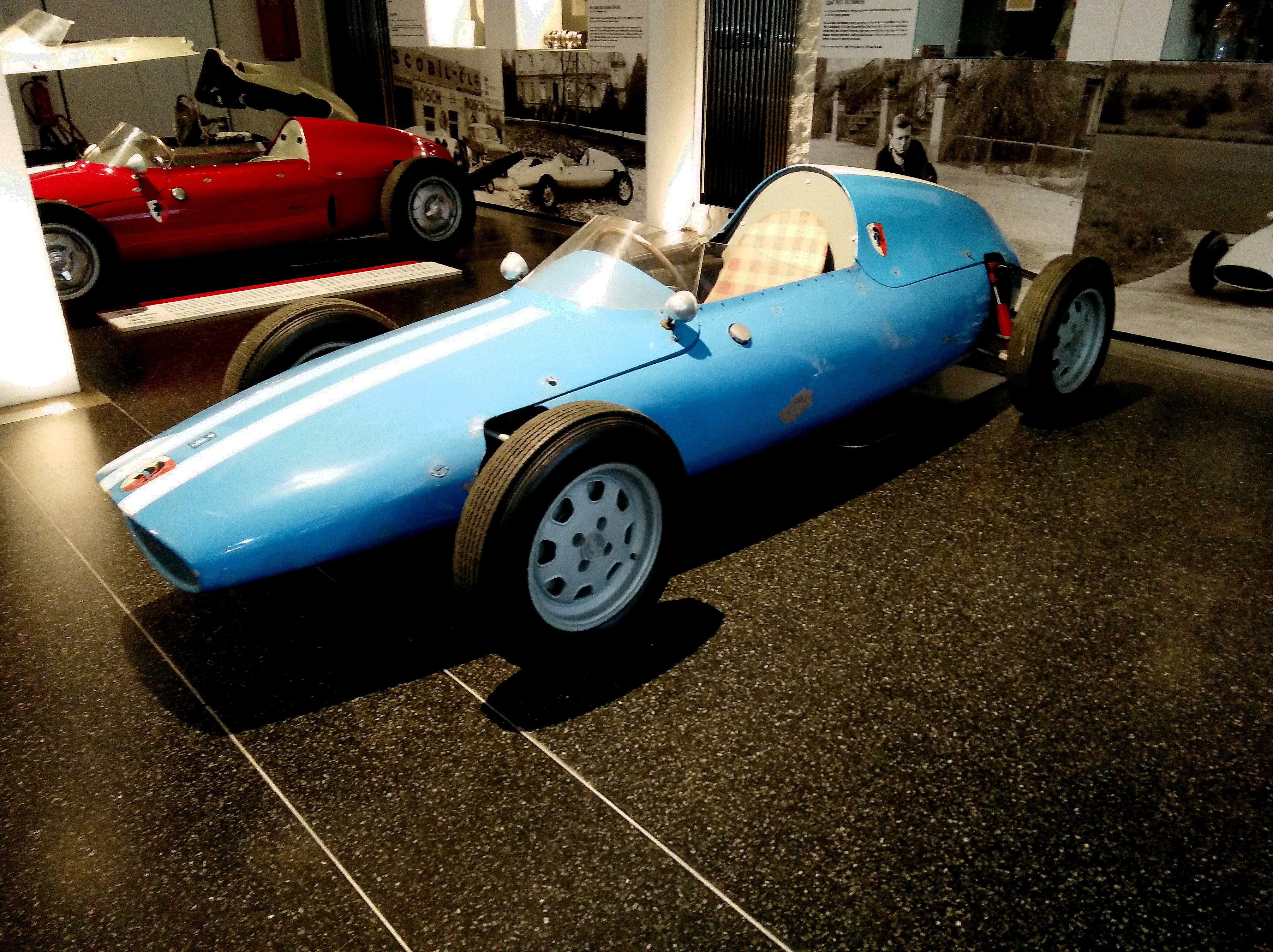
Isis, zweites Chassis

Der Isis war der erste Rennwagen des italienischen Automobilherstellers De Tomaso. Das in kleiner Serie gebaute Auto war für die Formel Junior bestimmt und bildete die Grundlage für einige weitere De-Tomaso-Fahrzeuge. Einige Quellen bezeichnen das Auto auch als „De Tomaso“ ohne weiteren Namenszusatz.

## Hintergrund
Der aus Argentinien stammende Rennfahrer und Geschäftsmann Alejandro de Tomaso bestritt im Dezember 1959 sein letztes Formel-1-Rennen. Zum Großen Preis der USA meldete er einen Cooper T43, den er mit einem OSCA-Motor ausgestattet hatte. Im gleichen Jahr gründete er im italienischen Modena eine Automobilwerkstatt, in der er Rennwagen für verschiedene Klassen (und ab 1965 auch Straßensportwagen) herstellen ließ. Das erste Fahrzeug der neuen Marke erhielt die Bezeichnung Isis. Der Name war eine Reverenz an de Tomasos Ehefrau Isabell de Tomaso (geb. Haskell), die die Rennsportprojekte ihres Mannes aus ihrem Vermögen finanzierte. 

## Konstruktion

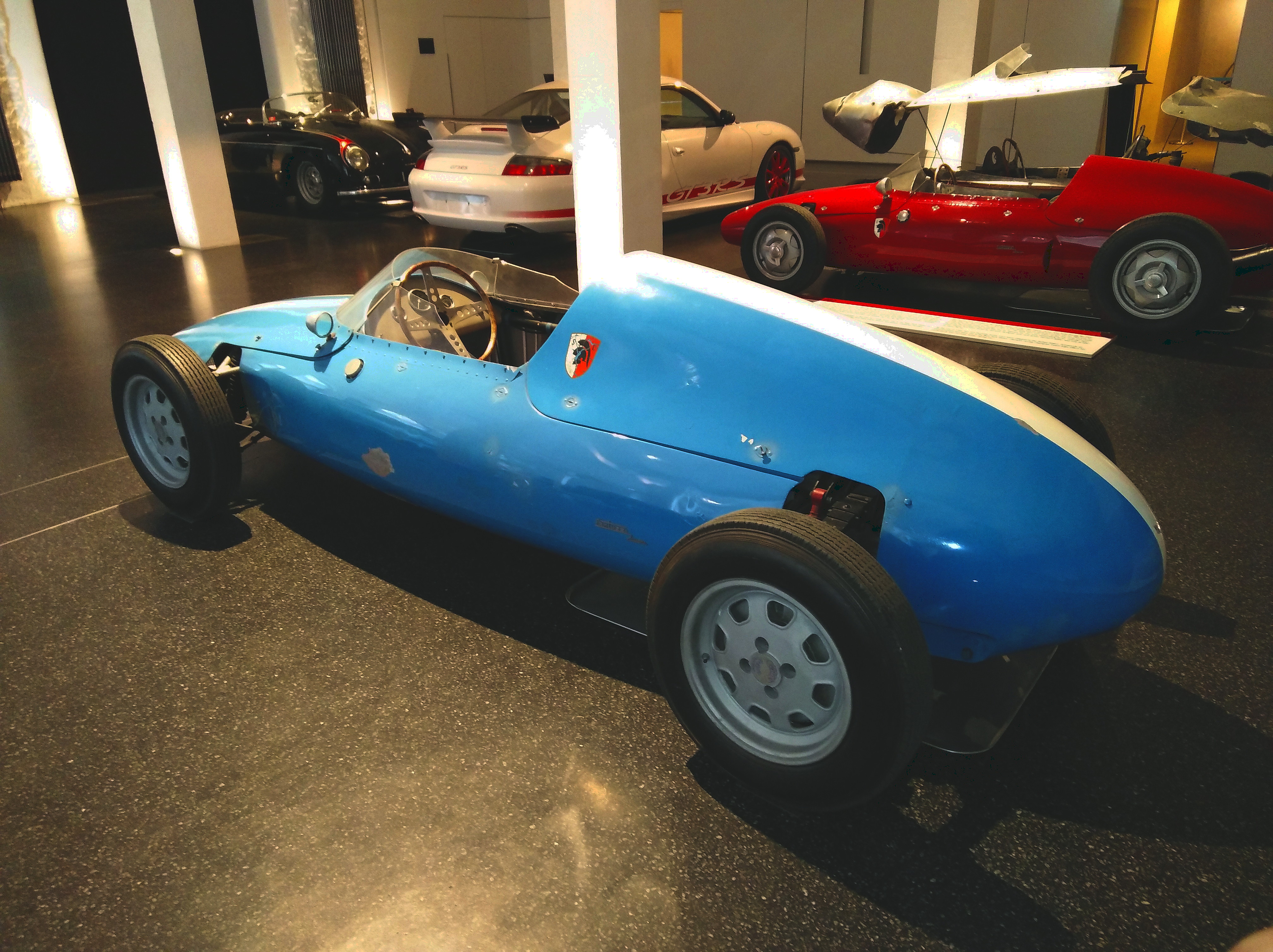
Karosserie von Fantuzzi: Isis

In der Motorsportliteratur wird üblicherweise davon ausgegangen, dass der Isis der Nachbau eines zeitgenössischen Formel-2-Autos von Cooper war. Einige Quellen halten Alberto Massimino für den verantwortlichen Konstrukteur.
Der Isis hatte einen Rohrrahmen. Alle Räder waren einzeln aufgehängt. Die Karosserie entstand bei Fantuzzi. Als Antrieb diente zunächst ein hinter dem Fahrersitz eingebauter, 1,1 Liter großer Reihenvierzylindermotor aus dem Fiat 1100, der anfänglich von Aquilino Branca und später von OSCA getunt wurde. 1963 erschienen zwei neu aufgebaute Fahrzeuge, die mit einem von Holbay getunten Ford-Motor ausgestattet waren. Sie waren standfester als die Fiat-Vierzylinder und sorgten dafür, dass der Isis einige Zielankünfte erreichte.
Auf der Grundlage des Isis entwickelte Alberto Massimino den Formel-2-Rennwagen F2 und das Formel-1-Modell F1, von dem bis 1963 insgesamt fünf Exemplare entstanden. Auch der F1, der für unterschiedliche Motoren ausgelegt war, war nur mit dem Holbay-Triebwerk erfolgreich.

## Produktion
Der Produktionsumfang ist nicht genau belegt. Eine Quelle geht davon aus, dass von 1959 bis 1963 insgesamt sechs Fahrzeuge gebaut wurden. Das erste Auto entstand 1959, die letzten im Winter 1962/63. Drei Autos blieben in Italien, wo sie unter anderem werksseitig von der Scuderia De Tomaso bei einzelnen italienischen Rennen eingesetzt wurden; außerdem wurde mindestens eines in die USA verkauft. Eines der Autos kaufte Wolfgang Graf Berghe von Trips für die Scuderia Colonia. Ein Renneinsatz dieses Fahrzeugs ist nicht belegt.

## Renneinsätze
1960 ist nur ein Renneinsatz eines Isis verzeichnet. Isabell de Tomaso fuhr das Auto am 23. Oktober 1960 bei der Coppa d’Oro di Sicilia auf dem Circuito di Siracusa in Syrakus. Sie legte 10 von 30 Runden zurück, bevor sie ausfiel.
Zu Beginn des Jahres 1961 meldete Giovanni Alberti einen Isis zu mehreren Formel-Junior-Rennen in Italien. Die Meldungen erfolgten zumeist unter eigenem Namen, teilweise aber auch für die Scuderia Madunina. Es ist nicht sicher, ob er mit dem Wagen tatsächlich an den Rennen teilnahm. Platzierungen sind nicht notiert. Gesichert ist allerdings, dass er bei der Lotteria Monza im Isis die Qualifikation verpasste.
1962 fuhren unterschiedliche Piloten mit dem Isis. Giovanni Alberti, Gastone Zanarotti, Nasif Estéfano und ein Fahrer mit dem Pseudonym „Lucky“ wurden jeweils zu einem oder mehreren Formel-Junior-Rennen in Italien gemeldet; Zielankünfte dieser Fahrer sind allerdings nicht belegt. „Lucky“ verpasste mindestens einmal die Qualifikation und fiel ein weiteres Mal technisch bedingt aus, auch Estéfano kam nicht ins Ziel. Erst beim letzten italienischen Rennen des Jahres 1962, der Trofeo d’Autunno in Vallelunga, war der Isis erfolgreich: Franco Bernabei wurde mit 30 Sekunden Rückstand auf den Sieger in der Gesamtwertung Dritter.
1963 fuhr Franco Bernabei einige Rennen in einem überarbeiteten Isis, der mit einem Ford-Holbay-Motor ausgestattet war. Bei der Trofeo Bruno e Fofi Vigorelli in Monza wurde er mit diesem Auto Neunter. Roberto Bussinello kam bei einem Parallellauf mit einem vergleichbaren Auto als Zweiter ins Ziel und fuhr die schnellste Rennrunde. Weitere Isis-Ford-Fahrer waren in diesem Jahr Franco Bernabei, Vincenzo Zannini (Elfter beim Rennen auf dem Circuito del Garda), ein Pilot mit dem Pseudonym „Miro Gay“, der die Trofeo Luigi Musso in Vallelunga auf Platz drei beendete, und Giosue Butti.